# Garri Bardine
Garri Iakovlevitch Bardine (en russe : Гарри Яковлевич Бардин), né le 11 septembre 1941 à Orenbourg, est un auteur de films d'animation russe.

## Biographie
Garry Bardine est diplômé de l'école du théâtre d'Art de Moscou Nemirovitch-Dantchenko. Il commence une carrière d'acteur dramatique au théâtre Gogol, puis tourne dans des films.
En 1974, il collabore à l'écriture de la pièce Don Juan, puis est invité par Sergueï Obraztsov en qualité de réalisateur-producteur au théâtre de marionnettes de Moscou. En 1975, Garry Bardine commence alors une carrière de marionnettiste, notamment en postsynchronisation de films d'animation. Puis il passe à la réalisation au sein du studio Soyouzmoultfilm, où pendant quinze ans, il réalise quinze films. Il glane de nombreuses récompenses, aussi bien en URSS qu'à l'étranger, parmi lesquelles cinq prix Nika, une Palme d'or au Festival de Cannes (meilleur court métrage), obtenant la reconnaissance internationale. En 1991, il crée le studio Stayer.
Son film long métrage, Le Vilain Petit Canard (Гадкий утёнок, Gadkij Utënok), est adapté du conte éponyme d'Andersen (Den grimme ælling). Le film est sorti en 2010 en Russie. En 1956, les studios Soyouzmultfilm avaient réalisé leur propre version.
En 1999, Garry Bardine a reçu le prix d'État de la fédération de Russie.
En 2012, il est récompensé du Prix Klingsor (pour l'ensemble de son œuvre) à la Biennale d'animation de Bratislava (BAB).
Son fils, Pavel Bardine (né en 1975), est un réalisateur célèbre (auteur de Russie 88, en compétition au festival de Berlin de 2009).

## Filmographie
- 1975 : Atteindre le ciel (ru) (Dostat' do neba, Достать до неба), court métrage de 9'
- 1976 : Vesiolaïa karussel' (Весёлая карусель № 8. Консервная банка)
- 1977 : Brav'iy inspektor mamotchkine (Бравый инспектор Мамочкин)
- 1978 : Prikliutchenia Hom'i (Приключения Хомы)
- 1979 : Le Bateau volant (ru) (Letutchiy korabl, Летучий корабль)
- 1980 : Pif-paf, oï-oï-oï (ru)[2], avec Vitaliy Peskov
- 1981 : Dorojnaïa skazka (Дорожная сказка)
- 1982 : Prejde m'i b'ili ptitsami (Прежде мы были птицами)
- 1983 : Konflikt (Конфликт), réalisé avec des allumettes
- 1984 : Hop-là Badigeonneurs (Тяп-ляп, маляры), réalisé en pâte à modeler
- 1985 : Break! (Брэк), réalisé en pâte à modeler
- 1986 : Le Banquet (Banket / Банкет)
- 1987 : Brak (Брак), réalisé à partir de cordes
- 1987 : Fioritures (ru: Выкрутасы, Vikroutasi[3], réalisé à partir de fils de fer
- 1990 : Le Loup gris et le Petit Chaperon rouge (Seriy Volk i Krasnaïa Chapotchka, Серый волк энд Красная Шапочка[4])
- 1995 : Le Chat botté (Кот в сапогах)
- 1997 : La Nounou (ru) (Чуча, čuča)
- 2000 : Adagio (Адажио)[5]
- 2002 : La Nounou et les Pirates (ru) (Чуча 2, čuča 2)
- 2005 : La Nounou 3, la famille s'agrandit (ru) (Чуча 3, čuča 3)
- 2010 : Le Vilain Petit Canard (Гадкий утёнок, Gadkij Utënok)[6]
- 2013 : Tri melodii (Trois mélodies, Три мелодии)
- 2016 : Listening to Beethoven (Слушая Бетховена)
- 2017 : Boléro17 (Болеро17)
- 2021 : Péssotchnitsa (Песочница)

## Prix et distinctions
- 1988 : Palme d'or du court métrage au Festival de Cannes[7]
- 1991 : Grand Prix et Prix du public au Festival d'Annecy 1991[8]
- 1998 : Prix Animé TVA pour Le Chat botté (Кот в сапогах) au Festival du cinéma international en Abitibi-Témiscamingue
- 1999 : Prix d'État de la fédération de Russie
- 2010 : Prix «Triomphe»
- 2011 : Nika du meilleur film d'animation pour Le Vilain Petit Canard
- 2011 : Ordre de l'Honneur
- 2012 :  Prix Klingsor (pour l'ensemble de son œuvre) à la Biennale d'animation de Bratislava (BAB)[1]